# Kang Kyung-wha
Kang Kyung-wha, född 7 april 1955, är utrikesminister i Sydkorea.